# Juan Mayr
Juan Mayr Maldonado (* 27. května 1952) je kolumbijský diplomat, fotograf a environmentalista, který v letech 2011 až 2016 působil jako velvyslanec Kolumbie v Německu. V letech 1993 až 1996 byl Mayr zvolen viceprezidentem Světové unie ochrany přírody. V roce 1998 se stal ministrem životního prostředí Kolumbie. Byl také prezidentem konference Organizace spojených národů o biologické bezpečnosti.

## Goldmanova cena
Mayr získal Goldmanovu environmentální cenu v roce 1993  za vedení boje za ochranu biodiverzity v Sierra Nevada de Santa Marta. Žil dva roky s domorodci Kogi a v roce 1986 založil nadaci Fundación Pro-Sierra Nevada de Santa Marta. V roce 1994 kolumbijská vláda vrátila 19 500 hektarů tradiční půdy původním obyvatelům Sierry Nevady.

## Ambasadorství
Dne 30. srpna 2011 prezident Juan Manuel Santos Calderón jmenoval Mayra velvyslancem Kolumbie v Německu během ceremonie v paláci Nariño; Mayr předal své pověřovací listiny prezidentu Christianu Wulffovi dne 19. října 2011 v paláci Bellevue.

## Vybraná díla
- MAYR MALDONADO, Juan. The Law of The Mother. Resurgence. September–October 2008. Dostupné online [cit. 2010-09-29]. ISSN 0034-5970.